# Petrolier

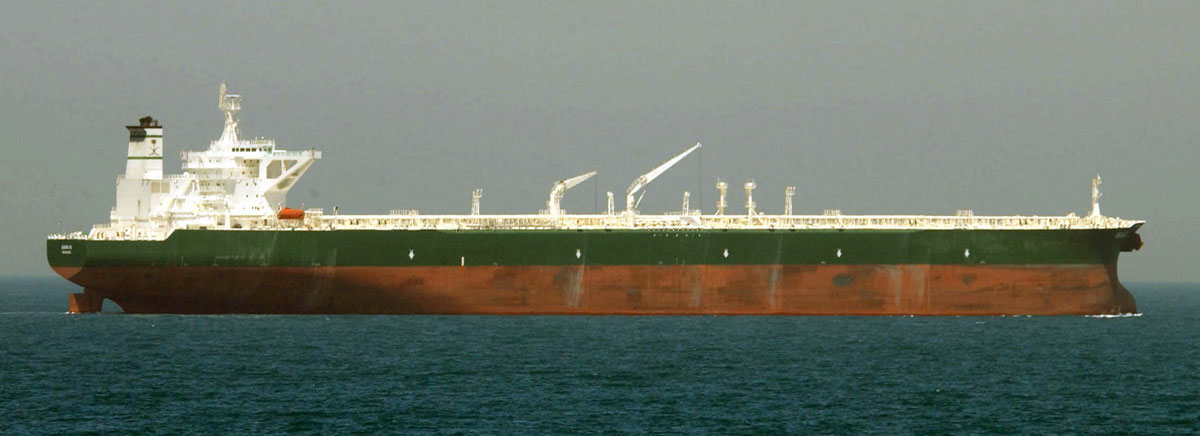
Supertancul petrolier AbQaiq

Petrolierul este o navă specializată destinată transportului de țiței și a produselor petroliere. Acestea sunt încărcate într-un număr de 10...40 de încăperi speciale ale navei numite tancuri sau cisterne. Petrolierele de dimensiuni mari transportă petrolul de la locul de extracție spre rafinării și cele de dimensiuni mai mici transportă produsele de rafinare de la rafinării spre rețeaua de distribuție.
Creșterea rapidă a consumului de combustibili lichizi la nivel mondial și distanțele mari dintre zonele de extracție, prelucrare a țițeiului și zonele de consum, au determinat o dezvoltare considerabilă a acestui tip de navă, tendința fiind spre construirea de supertancuri, ajungându-se la capacități de încărcare de până la 400 000 tdw. Datorită dificultăților de acces în porturile deservite, și a accidentelor navale soldate cu poluarea masivă a mediului marin, în prezent majoritatea petrolierelor sunt limitate la o capacitate de încărcare de maxim 150 000 tdw.

## Istoric
- 1861: primul transport de țiței a traversat Oceanul Atlantic cu nava Elizabeth Watts
- 1869 – 1872: nava Charles de 800 tdw a executat transportul de petrol între America de Nord și Europa în aproximativ 60 de recipiente rectangulare din oțel fiecare având o capacitate de aproximativ 13 tone.
- În 1886 în Anglia a fost construită nava Glückauf cu lungimea de 91 m și capacitate de transport de circa 3500 tone acționată cu vele și cu o propulsie alternativă cu triplă expansiune plasată în extremitatea pupa (considerate prototipul petrolierului modern). A fost prima navă construită special pentru transportul petrolului.
- Începând cu anul 1920 în evoluția constructivă a tancurilor petroliere apare o altă noutate și anume amenajarea în partea superioară a cargotancurilor, a unor tancuri de dimensiuni reduse, ce permiteau navelor să transporte o cantitate mai mare de petrol.

- După cel de-al doilea război mondial,cerințele energetice din ce în ce mai mari ale statelor industrializare, au determinat o creștere apreciabilă a transporturilor de petrol din Orientul Mijlociu către America de Nord, Japonia și Europa. Au fost construite petroliere având capacități de încărcare sporite (supertancurile): Tina Onassis de 45.000 tdw (1953), British Admiral de 100.000 tdw (1965), Idemitsu Maru de 210.000 tdw (1966), Batillus de 554.000 tdw (1976), Seawise Giant de 565.000 tdw (1981) urmate de altele de 500.000...1.000.000 tdw.

## Tipuri
- Din punct de vedere al tipului de produse pe care-l transportă, petrolierele pot fi:
  - petrolier de produse albe - pentru transportul produselor petroliere albe (benzină, petrol)
  - petrolier de produse negre - pentru transportul produselor petroliere negre (țiței, motorină, păcură, gudron).

- Din punct de vedere al pieței navlurilor, tancurile petroliere se clasifică astfel :

- - de interes general: până la 24 999 tdw
  - de capacitate medie: 25 000...49 999 tdw
  - Long Range 1 (LR1): 45 000...79 999 tdw
  - Long Range 2 (LR2): 80 000...159 999 tdw
  - Very Large Crude Carriers (VLCC): 160 000...320 000 tdw
  - Ultra Large Crude Carier  (ULCC): peste 320 000 tdw

## Echipamente specifice navelor petroliere
O  navă petrolieră  este prevăzută la bord cu următoarele instalații:

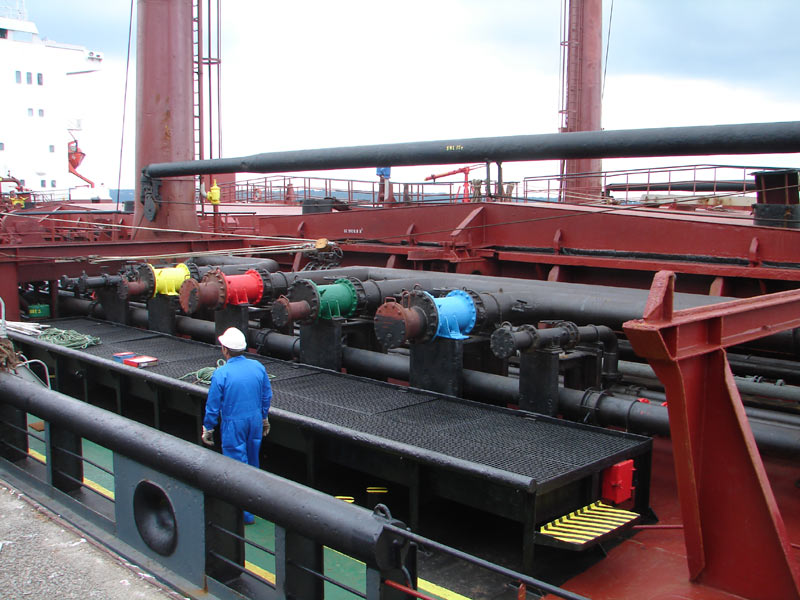
Instalația de încărcare de la bordul unui petrolier

- Instalația de marfă : manifold, valvule, tubulaturi, pompe, sorburi, tancuri
- Instalația de gaz inert : sursa de gaz, valvulă de izolare, scrubber, separator de picături, uscător, valvule intrare, ventilatoare, valvule ieșire, valvulă regulatoare de presiune,  supapă hidraulică, valvulă sens unic, valvula de izolare, supapă presiune/vacuum, tubulaturi, valvule de izolare pe fiecare tanc
- Instalația de spălare a tancurilor : pompe, tubulaturi, valvule, mașini de spălat  fixe  sau portabile
- Instalația de ventilare tancuri
- Tancuri de balast separate  sau dedicate
- Instalația de manevrare a furtunurilor de marfă
- Instalația de monitorizare a deversării de hidrocarburi
- Sisteme de siguranță pentru eliminarea suprapresiunii sau vidului din cargotancuri
- Sistemul de măsurare automată a cantității de marfă

La proiectarea și construcția petrolierelor trebuie să se țină cont de mai mulți factori: accentuarea coroziunii structurilor din tancurile de marfă, sporirea pericolului de incendii și explozii determinat de prezența amestecului format din aer și vaporii emanați de combustibilul lichid ce se transportă etc.

## Caracteristici constructive
- Sistemul de osatură poate să fie longitudinal sau combinat
- Planșeele din zona tancurilor de marfă sunt cu simplu fund sau cu dublu fund
- Petrolierele moderne au prevazută o singură punte continuă în zona magaziilor de marfă (puntea principală)
- Pereții transversali și longitudinali asigură o compartimentare riguroasă și pot fi plați sau gofrați și de regulă se construiesc în sistem de osatură vertical
- Osatura pereților longitudinali laterali este plasată spre borduri (în interiorul tancurilor laterale)
- Suprastructurile și rufurile sunt concentrate în castelul pupa
- Viteza economică a petrolierelor este de 16-22 Nd și de regulă, instalația de propulsie folosește motoare Diesel, lente sau semirapide, care antrenează elice cu pale fixe
- Compartimentul mașini este amplasat întotdeauna la pupa.